# Bruchus ecalcaratus
Bruchus ecalcaratus is een keversoort uit de familie bladkevers (Chrysomelidae). De wetenschappelijke naam van de soort werd in 1908 gepubliceerd door Franz Daniel.